# Fehlzündung

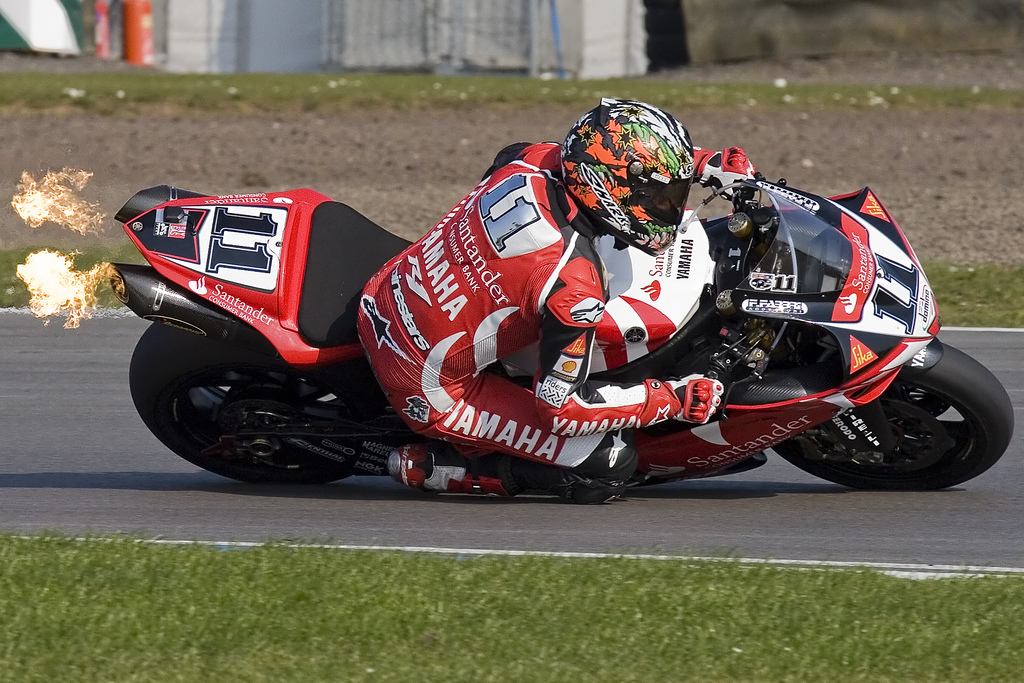
Fehlzündung bei einem Rennmotorrad

Eine Fehlzündung ist eine Entzündung des Kraftstoff-Luft-Gemischs bei einem Verbrennungsmotor im heißen Auspuffrohr anstatt im Zylinder. Die Fehlzündung erzeugt einen Knall und eine Druckwelle im Auspuff, wodurch die Schalldämpferanlage, der Fahrzeugkatalysator und die Lambdasonde beschädigt werden können.
Fehlzündungen treten z. B. dann auf, wenn bei einem Ottomotor die Zündkerzen nicht mehr zuverlässig zünden oder wenn in einem schadhaften löchrigen Auspuffstrang Frischluft mit noch unverbranntem Treibstoff reagiert.
Um Fehlzündungen bei Shows gewollt zu erzeugen, wird in Showcars ein Schalter für die Unterbrechung der Zündung betätigt.
Im Motorsport kommen Fehlzündungen sehr häufig vor, da oftmals für einen Gangwechsel nicht gekuppelt wird, sondern mit Zündunterbrechern gearbeitet wird, um die Kurbelwelle und somit das Getriebe kurzzeitig zu entlasten. Der unverbrannte Treibstoff kommt dann in den heißen Abgastrakt und verbrennt dort explosionsartig, oftmals zu hören durch einen lauten Knall kurz nach dem Gangwechsel. Die Abgaskrümmer und der gesamte Auspuff von Rennmotoren sind jedoch auf diese enorme Belastung ausgelegt.
Ein Anti-Lag-System ist eine weitere Möglichkeit, Fehlzündungen kontrolliert zu erzeugen.